# Chungar

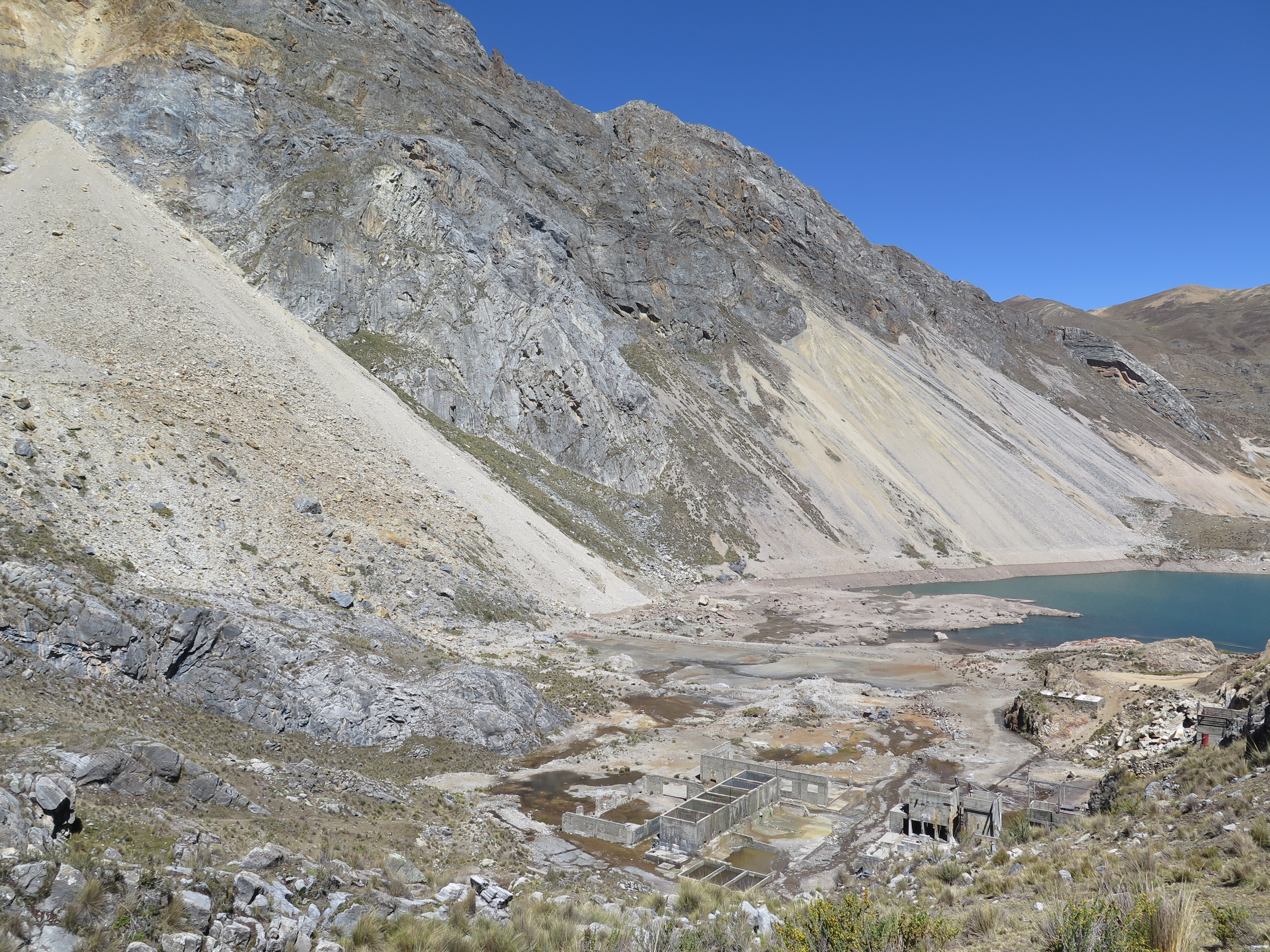
Resten van de mijngebouwen.

Chungar is een voormalig mijndorp in de provincie Huaral in Peru. Op 18 maart 1971 werd het dorp in de Andes volledig verwoest na een aardverschuiving.
Na hevige regenval ontstond een aardverschuiving op een berg boven het dorp. Deze aardverschuiving veroorzaakte een tsunami in het Yanawayinmeer die het dorp overspoelde. Hierbij kwamen tussen 200 en 1000 mensen om het leven.